# Placówka Straży Celnej „Smugi”

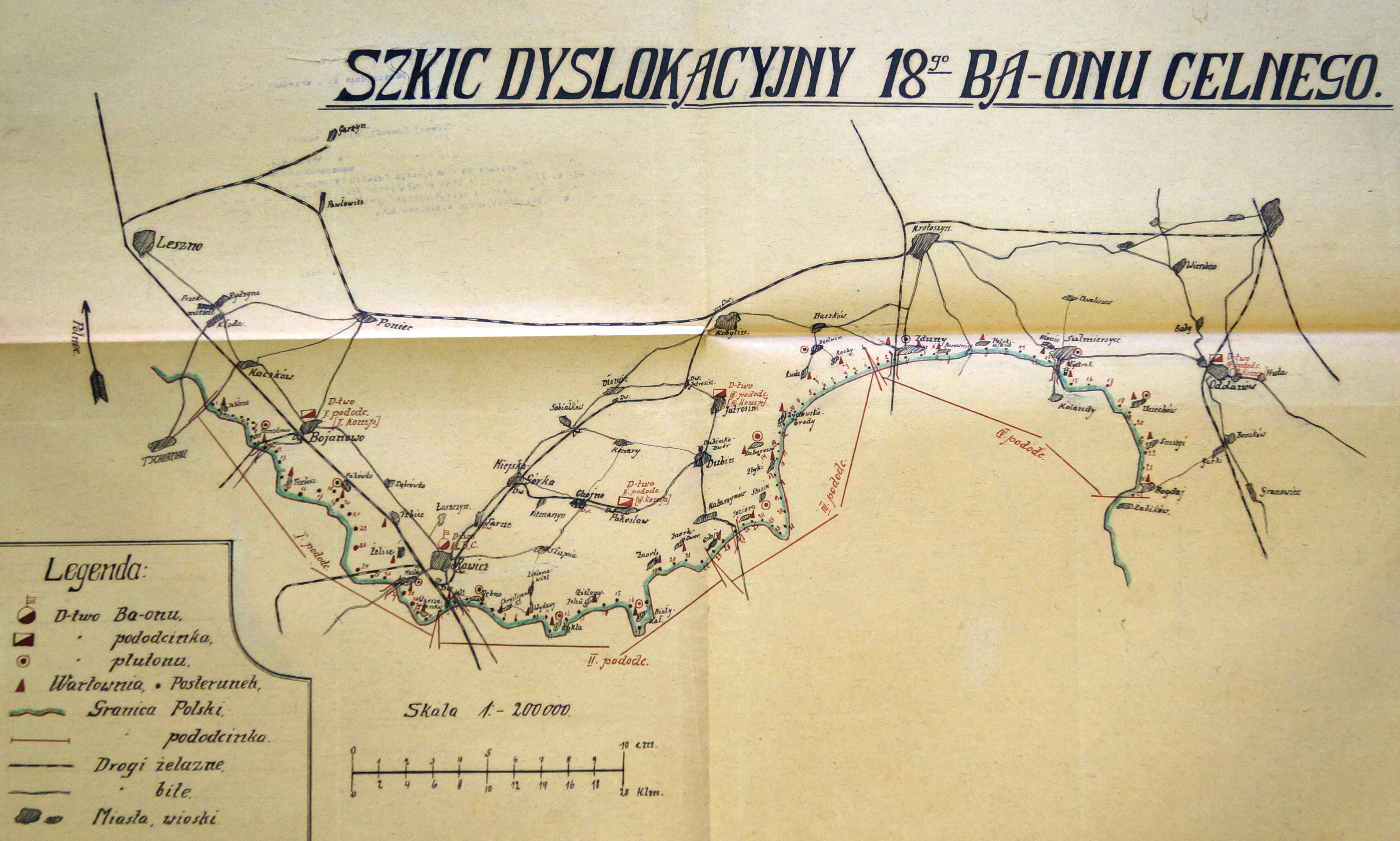
Szkic rozmieszczenia 18 batalionu celnego „Rawicz”

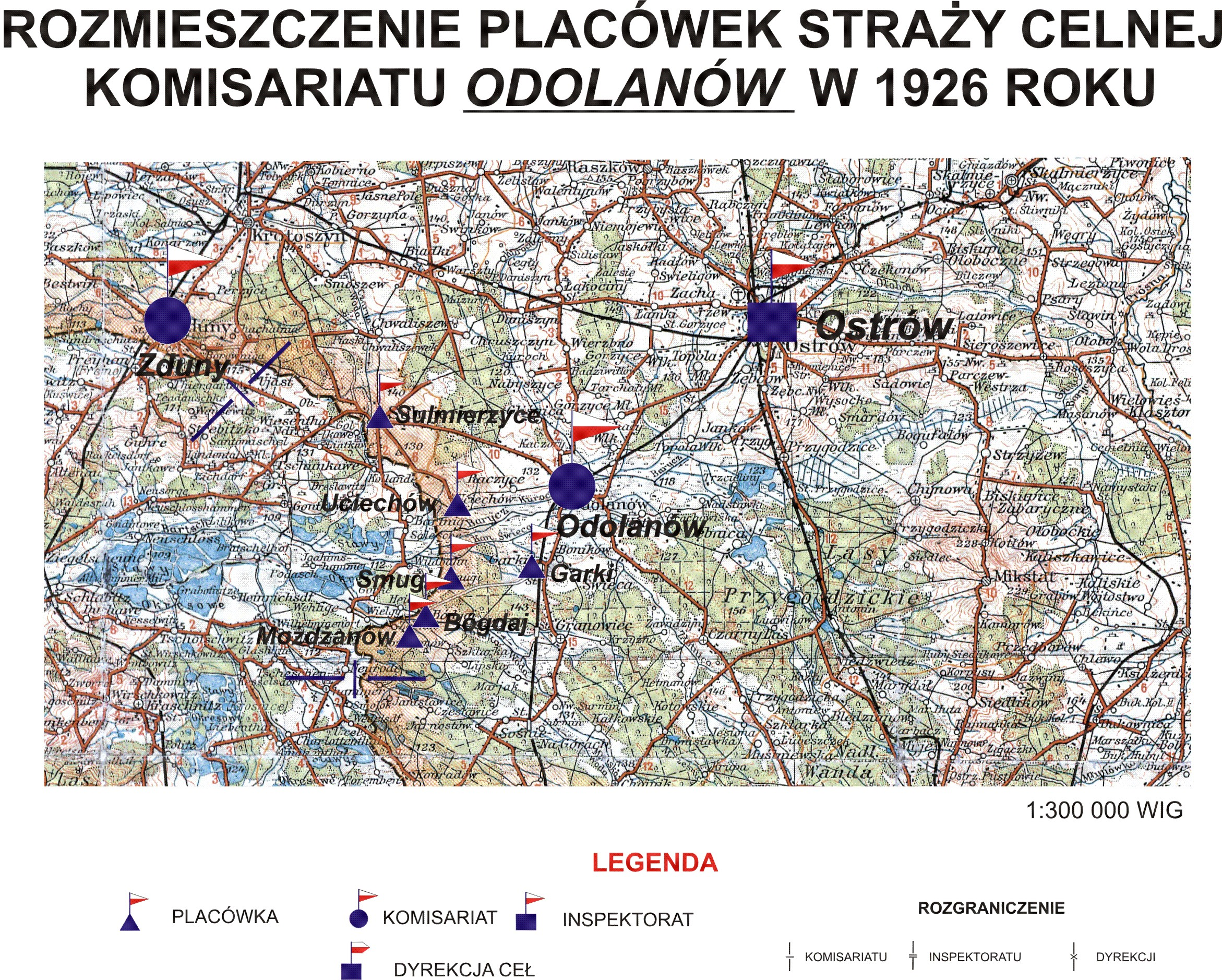
Rozmieszczenie placówek Straży Celnej Komisariatu Odolanów

Placówka Straży Celnej „Smugi” – jednostka organizacyjna Straży Celnej pełniąca w okresie międzywojennym służbę ochronną na granicy polsko-niemieckiej.

## Formowanie i zmiany organizacyjne
Na wniosek Ministerstwa Skarbu, uchwałą z 10 marca 1920 roku, powołano do życia Straż Celną. Jednostki Straży Celnej rozpoczęły przejmowanie odcinków granicy od pododdziałów Batalionów Celnych. W 1921 roku w Odolanowie stacjonował sztab 2 kompanii 18 batalionu celnego. 2 kompania celna wystawiła między innymi placówkę w Smugach. Proces tworzenia Straży Celnej trwał do końca 1922 roku. Placówka Straży Celnej „Smugi” weszła w podporządkowanie komisariatu Straży Celnej „Odolanów” z Inspektoratu SC „Ostrów”.
W drugiej połowie 1927 roku przystąpiono do gruntownej reorganizacji Straży Celnej. W praktyce skutkowało to rozwiązaniem tej formacji granicznej. Ochronę północnej, zachodniej i południowej granicy państwa przejęła powołana z dniem 2 kwietnia 1928 roku Straż Graniczna. W strukturach nowo powstałej formacji placówki „Smugi” nie odtworzono.

## Funkcjonariusze placówki
Kierownicy placówki
| stopień          | imię i nazwisko, numer     | okres pełnienia służby |
| ---------------- | -------------------------- | ---------------------- |
| starszy strażnik | Bolesław Piaskowski (2633) | był w 1926             |

Obsada personalna placówki w 1926:
- starszy strażnik Bolesław Piaskowski (2633)
- starszy strażnik Józef Łakomy (1186)
- strażnik Maciej Mitkowski (2227)
- strażnik Franciszek Sierakowski (1285)